# Atlantis (musical)
 For alternative betydninger, se Atlantis (flertydig). (Se også artikler, som begynder med Atlantis)
Atlantis er en dansk musical, der havde premiere på Bellevue Teatret 12. august 1993.
Musicalen har musik af Peter Spies og tekst af Thomas Høg og Sune Svanekier. De tre skolekammerater fra Helsingør Gymnasium havde før arbejdet sammen i bl.a. kultbandet Onkel Dum & Bananerne. I 1990 satte de sig som udfordring at skrive den første danske gennemkomponerede musical. Ambitionerne strakte sig i starten til en amatøropsætning, men projektet udviklede sig, og med hjælp fra venner og bekendte og koret Læderhalsene, hvor de tre var medlemmer, blev uropførelsen således af professionel klasse[kilde mangler].
Forestillingen blev godt modtaget af publikum og anmeldere[kilde mangler]. De tre bagmænd indgik aftale om at lade musicalen opføre på Østre Gasværk Teater, hvor den havde premiere 18. december 1994. I 1994–95 spillede forestillingen 173 aftener for fulde huse. Sidenhen har den været opført rundt omkring i landet og er samlet blevet set af en kvart million mennesker.[kilde mangler]
I foråret 1995 udsendtes en CD med "Highlights". Atlantis-CD'en har fået guldplade, hvilket er første gang nogensinde for en musical-plade i Danmark.
DR lavede en dokumentar om opsætningen på Østre Gasværk Teater.
Atlantis er oversat til engelsk, tysk, svensk, hollandsk og norsk.

## Synopsis

### 1. akt
General Jabbadoor af Atlantis er på vej hjem fra togt over det stormfulde hav ("Ouverture"). På dækket sladrer Jabbadoors soldater og besætningen på skibet om, hvordan Jabbadoor har forsaget Atlantis' gud, Poseidon, og i stedet tilbeder Fluekongen Baalzebub ("Stormen"). I sin kahyt indgår Jabbadoor en pagt med Baalzebub om at give ham styrken til at dræbe kongen af Atlantis, Atlas, og tage tronen for sig selv. Til gengæld sværger han aldrig nogensinde at elske igen ("Pagten").
Hjemme i Atlantis har Atlas ingen mandlig arving, og ifølge en gammel profeti vil Poseidon straffe Atlantis for dette ved at lade riget synke i havet. Poseidons præster foreslår, at Atlas gifter sin datter, prinsesse Adalena, væk til den unge prins Sceptor, så de sammen kan få en mandlig arving til tronen. Adalena ønsker dog at selv at vælge, hvem hun vil giftes med, og stikker af fra slottet i forklædning ("Profetien"). På havnen ("Havneliv") drømmer den unge mand Silvan om at rejse ud på eventyr ("Alle andre steder"). Efter at have afværget en flok bejlere ("Bejlerne") bliver Adalena antastet af tre af Jabbadoors soldater - Jason, Castor og Phønix - der ønsker at voldtage hende. Silvan forsøger at stoppe soldaterne og slås mod dem, til Jabbadoor griber ind ("Voldtægten"). Jabbadoor og hans lakaj, Zan-Zan, roser Silvan for at have forsøgt at redde Adalena ("Det var tappert gjort"), og som tak går Adalena med til at tage med Silvan på skovtur den næste dag ("Hvornår skal jeg se dig igen"). Silvan løber hjem til sin mor, Salene, og fortæller om mødet med Adalena. Salene fortæller Silvan om sit møde med hans far, Kelvin, der døde i krig mange år forinden ("Fra første sekund").
På Atlas' slot advarer den unge præst Koptos de andre præster om Jabbadoors tilbedelse af Baalzebub, men øverstepræsten Eunyppe affejer Koptos' bekymringer ("Rygter"). Jabbadoor skænker Atlas sit krigsbytte og beder om lov til at bestige Atlantis' trone, når Atlas dør. Atlas afviser dog, da kun en mand af adeligt blod kan sidde på Atlantis' trone ("Konfrontationen"). Jabbadoor lader til at kende Atlas' konkubine, Miranda, og hilser på Adalena, som han kan genkende som pigen fra havnen ("Så mødes vi igen"). Jabbadoor beder en meget modvillig Zan-Zan om at snigmyrde Atlas for ham ("Vi må dræbe Atlas").
Silvan og Adalena mødes på skovtur i Ferskenlunden. Adalena afslører sin identitet og fortæller Silvan, at de ikke kan være sammen ("De sorte skyer"). Hjemme på slottet beder Adalena Miranda om råd ("Miranda, du må hjælpe"). Miranda advarer Adalena mod farerne ved at blive forelsket og fortæller om engang, hun nær havde styrtet sig selv i døden pga. ulykkelig kærlighed ("Den feber kaldes kærlighed"). Adalena prøver at fortælle Atlas om Silvan, men de to ender i et stort skænderi med hinanden ("Generationskløften").
En ulykkelig Silvan er gået på kro for at drikke sine sorger væk. Zan-Zan forsøger at blive venner med Silvan og lærer både om hans forhold til Adalena og hans status som Kelvins søn. Zan-Zan inviterer Silvan til en hyldestfest for Jabbadoor ("Kroen") og indvier Silvan i sin livsfilosofi om at holde sig til helte og nyde det gode liv, der følger med ("Hold dig til helte"). Dagen derpå fortæller en tømmermandsramt Zan-Zan, hvad han har lært om Silvan, til Jabbadoor. En imponeret Jabbadoor går med til at prøve at manipulere Silvan til at snigmyrde Atlas ("Frøken Consida").
Til hyldestfesten synger Jabbadoor for på Atlantis' nationalsang ("Hil Atlantis"), og folket begynder at danse "Rrokenka". Silvan danser med Adalena og kysser hende, og Zan-Zan får vagterne til at pågribe Silvan. På trods af Mirandas forsøg på at glatte situationen ud erklærer Silvan offentligt sin kærlighed til Adalena, og Atlas dømmer ham til livsvarigt straffearbejde ("Et uskyldigt kys"). Atlas reflekterer over de ting, han er nødt til at gøre som konge, og den måde, det påvirker hans forhold til Adalena ("Atlas' elegi").
Miranda opsøger Silvan i fangekælderen og giver Silvan et smykke fra Adalena. Silvan slippes fri af Jabbadoor og Zan-Zan, der opfordrer ham til hævne sig på Atlas ("Dolken og smykket"). En vred og forvirret Silvan opsøger Atlas i hans sovekammer. Atlas mistænker, at Jabbadoor har sendt Silvan, og da Silvan nævner, at han er søn af Kelvin, fortæller Atlas sandheden om Kelvins død - alle har troet, han blev dræbt af fjenden, men i virkeligheden blev han stukket i ryggen af Jabbadoor, som var hans soldaterkammerat. I det samme bryder Jabbadoor ind og myrder Atlas, og Silvan må flygte ("Mordet på Atlas"). Jabbadoor bilder Adalena ind, at Silvan dræbte Atlas, og truer det eneste vidne - Miranda - til ikke at fortælle sandheden. Derhjemme giver Salene Kelvins sværd til Silvan og beder ham gemme sig i krypten under huset. Jabbadoor arresterer Salene, mens en vred hob af borgere leder efter Silvan i Atlantis' gader ("Flugten").

### 2. akt
Mens borgerne i Atlantis sørger over Atlas ("Requiem"), flygter Koptos og en håndfuld af Poseidons præster op i bjergene ("Hades Vulkan"). I panikken efter Atlas' død får Jabbadoor borgerne i Atlantis til at støtte ham som leder og begynde at tilbede Baalzebub ("Guderne har forladt os"). Jabbadoor gør Miranda til sin øverstepræstinde og forhører Salene om Silvans skjulested. Adalena prøver forgæves at få Miranda til at fortælle hende, hvad der rigtigt skete den aften, Atlas blev myrdet ("Udrensningen"). Jabbadoor udnytter Adalenas skrøbelige tilstand og forfører hende ("Adalena forføres").
Oppe i bjergene planlægger Silvan at vende tilbage til Atlantis for at dræbe Jabbadoor, hævne sin far og endelig få Adalena ("Hvor er du nu, Adalena"). I sit sovekammer beder Jabbadoor Baalzebub om tilgivelse for at have brudt sin ed og lover i stedet at få en søn med Adalena, så Atlantis kommer til at få en kongeslægt, der tilbeder Baalzebub ("Bøn til Baalzebub").
Adalena besøger Salene i fangekælderen, og Salene fortæller hende, at Jabbadoor slog Atlas ihjel ("Huden brænder"). Miranda bryder ind, og de tre kvinder skændes - Miranda er jaloux over, at Adalena har været sammen med Jabbadoor; Adalena er såret over, at Miranda ikke fortalte hende sandheden af frygt for og kærlighed til Jabbadoor; og Salene nægter at bebrejde Adalena for, at Silvan nu er på flugt ("Kvindeterzet"). Efter skænderiet beder Adalena til Poseidon om at beskytte Silvan ("Hvis der er en hersker").
Koptos og præsterne når frem til Månetemplet, og Koptos beundrer vemodigt det smukke syn af Atlantis fra bjergene ("Morgen på Atlantis"). Præsterne støder på Silvan i templet, og Koptos vælger at tro på, at Silvan er uskyldig. Silvan og præsterne bliver dog hurtigt angrebet af Jason, Castor og Phønix. Efter en drabelig kamp sætter Jason ild til Månetemplet og stikker af med det smykke, Adalena gav Silvan ("Slagsmålet i månetemplet").
Tilbage i Atlantis lader Jabbadoor Jason henrette for ikke at have bragt Silvan med tilbage og beslutter sig for at straffe Salene ("Soldaten vender hjem"). Zan-Zan bringer smykket tilbage til Adalena og får overbevist hende om, at Silvan er død ("Zan-Zans list"). Adalena finder Salene døende i fangekælderen. Adalena bilder Salene ind, at Silvan stadig er i live, så Salene får mulighed for at dø i fred ("Salenes død"). Adalena sværger at hævne sig på Jabbadoor og udnytte, at hun er gravid med hans barn, til egen fordel ("Vi er blinde").
Atlantis' borgere gør sig klar til Jabbadoor og Adalenas bryllup og at drage på erobringstogt i Baalzebubs navn ("Hold på Jabbadoor"). Atlas' blinde orakel Livilla udskammer befolkningen for at have forsaget Poseidon, men Zan-Zan lader hende blive pågrebet og voldtaget. Imens har Silvan og Koptos sneget sig ind i Atlantis forklædt som soldater, og Silvan er vidne til, at Miranda forgifter den kalk, Adalena skal drikke af til brylluppet ("Livillas sidste varsel").
Til Jabbadoor og Adalenas bryllup bliver Livilla ofret til Baalzebub ("Calliphora Vomitoria"). Silvan afbryder bryllupsceremonien, før Adalena når af drikke af kalken, og afslører sig selv for Jabbadoor. Silvan og Jabbadoor slås, men Jabbadoor får hurtigt overtaget og skal til at slå Silvan ihjel. Adalena truer med at dræbe sig selv og sit ufødte barn, og det lykkes hende og Silvan at få presset Jabbadoor til at lade dem sejle væk fra Atlantis ("Duellen").
På det stormfulde hav beder Atlas' ånd Poseidon om at lade Silvan og Adalena leve og få det liv sammen, han ikke tillod. Sirenerne på havet forsikrer Atlas' ånd om, at Silvan og Adalena er langt væk og i sikkerhed. Tilbage på Atlantis er Jabbadoor og borgerne i Atlantis klar til at sejle ud på erobringstogt, da en kæmpe flodbølge skyller ind over Atlantis og oversvømmer riget ("Epilog").

## Komposition
Atlantis er en gennemkomponeret musical i to akter. Musicalen lægger op til brug af fuldt symfoniorkester, men kan akkompagneres af mindre ensembler, dog kræves som minimum klaver, bas, guitar, perkussion, fløjte og helst strygere samt messingblæsere.
Musicalen benytter sig af klassiske virkemidler såsom recitativ-arie funktionen som i ”Hvor er du nu Adalena” og Wagnerisk Leitmotiv eks. Zan Zans ”Hold dig til helte” eller "Liste tema", Livilla’s profetitema samt Atlas’ "nedgående skala tema". Dog anvendes også andre virkemidler som a cappellakor og atonal harmonisering eksempelvis i ”Calliphora Vomitoria”. Musicalen er meget melodisk[kilde mangler] og gentager de samme temaer i variationer igennem det meste af stykket.

## Numre
Akt 1
- "Overture" - Instrumental
- "Stormen" - Castor, 1+2. Archont, Gl. Sømand, Phønix, Kaptajn, Sømænd, Soldater, Sirener
- "Pagten" - Jabbadoor
- "Profetien" - Præst 1-4, Koptos, Eunyppe, Atlas, Livilla, Miranda, Adalena
- "Havneliv" - Barn, Silvan, Grønthandler, Havneformand
- "Alle andre steder" - Silvan
- "Bejlerne" - Bejler 1-3, Adalena
- "Voldtægten" - Jason, Phønix, Castor, Adalena, Silvan, Jabbadoor
- "Det var tappert gjort" - Jabbadoor, Zan-Zan, Silvan,
- "Hvornår ser jeg dig igen" - Adalena, Silvan
- "Jeg har lige mødt en pige" - Silvan, Salene
- "Fra første sekund" - Salene
- "Rygter" - Koptos, Præst 1-4, Eunyppe
- "Konfrontationen" - Jabbadoor, Atlas
- "Se mig" - Jabbadoor†
- "Så mødes vi igen" - Miranda, Jabbadoor, Adalena, Zan-Zan
- "Vi må dræbe Atlas" - Zan-Zan, Jabbadoor
- "De sorte skyer" - Adalena, Silvan
- "Miranda du må hjælpe" - Adalena, Miranda
- "Den feber kaldes kærlighed" - Miranda, Adalena
- "Generationskløften" - Adalena, Miranda, Atlas
- "Kroen" - Silvan, Kromutter, Zan-Zan, Krogæst, Havneformand
- "Hold dig til helte" - Zan-Zan, Krogæster
- "Frøken Consida" - Jabbadoor, Zan-Zan
- "Hil Atlantis" - Jabbadoor, Folket
- Rrokenka - Jabbadoor, Silvan, Adalena, Ung mand 1+2, Ung kvinde, Fuld mand, Zan-Zan, Vagt, Folket
- "Et uskyldigt kys" - Vagt, Atlas, Miranda, Silvan, Adalena
- "Atlas Elegi" - Atlas
- "Dolken og smykket" - Jabbadoor, Zan-Zan, Silvan, Miranda
- "Mordet på Atlas" - Silvan, Atlas, Miranda, Jabbadoor
- "Flugten" - Jabbadoor, Adalena, Zan-Zan, Silvan, Salene, Miranda, Børn, Grønthandler, Folket

Akt 2
- "Requiem" - Ensemble
- "Hades Vulkan" - Koptos, Præster, Eunyppe, Livilla
- "Guderne har forladt os" - Koptos, Præster, Folket, Jabbadoor
- "Udrensningen" - Miranda, Jabadoor, Eunyppe, Livilla, Hoffet, Salene, Adelena
- "Adalena forføres" - Jabbadoor, Adalena
- "Hvor er du nu Adalena" - Silvan
- "Bøn til Baalzebub" - Jabbadoor
- "Huden brænder" - Adalena, Salene
- "Kvindeterzet" - Miranda, Salene, Adalena
- "Hvis der er en hersker" - Adalena
- "Morgen på Atlantis" - Koptos, Præster
- "Slagsmålet i månetemplet" - Præster, Silvan, Koptos, Jason, Castor, Phønix
- "Soldaten vender hjem" - Zan-Zan, Jabbadoor, Jason
- "Zan-Zans list" - Adalena, Zan-Zan
- "Salenes død" - Adalena, Salene
- "Vi er blinde" - Adalena
- "Hold på Jabadoor" - Eunyppe, Folket, Zan-Zan
- "Orgiet" - Instrumental
- "Livillas sidste varsel" - Livilla, Zan-Zan, Silvan, Koptos, Miranda,
- "Caliphora Vomitoria" - Folket
- "Duellen" - Silvan, Eunyppe, Miranda, Jababadoor, Adalena, Zan-Zan
- "Epilog" - Sirener, Atlas, Jabadoor, Folket

†Tilføjet til opsætningen i København, Århus, Odense og Holstebro 2021

## Solistensemble
- Adalena: sopran G3-Eb5*
- Silvan: tenor G2 – Bb4
- Jabbadoor, dramatisk tenor eller høj baryton A2-Ab4
- Zan-Zan: Tenor Buffo A2-G4
- Atlas: Profundo bas eller bas-baryton med stærk dybde D2-Eb4
- Miranda: Mezzo sopran eller alt F3-Eb5
- Koptos: Lyrisk tenor eller baritenor A2-F4
- Salene: Lyrisk alt eller mezzo sopran G3-Eb5
- Livilla: Dramatisk alt eller mezzo sopran G3-Eb5
- Eunyppe: Baryton A2-G4
- 3 soldater: Baryton eller tenor
- Havneformand: E2-E4
- De kvindelige solister synger i hele forestillingen i fuldregister og overskrider derfor ikke Eb5, da der her forekommer en naturlig overgang til randregister.

## Opsætninger
- Bellevue Teatret (1993). Første professionelle opførelse.
- Østre Gasværk Teater (nu: Gasværket). Her spillede den 173 udsolgte forestillinger (1994-1995).
- Turné i Musikhuset Aarhus, Vejle Musikteater, Aalborghallen og Herning Kongrescenter (1996)
- Falconer Teatret (1997)
- Musicaliber (1998)
- Sceptor (1998)
- Sceptor (1999)
- Teatret Gorgerne i Portalen, Greve Teater- og Musikhus (1999)
- Musikteatret i Gdynia, Polen (2001)

- Herning Kongrescenter (2001), semiprofessionel opsætning.
- 10-års jubilæumskoncert i Tivolis Koncertsal, med alle de oprindelige solister sammen med koret "Atlantis All Stars" (2003)
- Palsgaard Sommerspil (2003),[3] første store sommerspilsopsætning i Danmark.[kilde mangler]
- Musicaliber (2004)
- Herlev Revy og Teater (2005)
- Musikteatret Vejle og Musikhuset Aarhus med Danmarksturné (2005)
- Sceptor (2006)
- Nyborg Voldspil (2006)
- Teaterforeningen Maskerne, Ringsted (2010)
- Helsingør Kulturværft, Helsingør (2011)
- Nordfyns Friluftsspil, Otterup (2012)
- Busbjerg Spillene (2014)
- Musicalscenen på Slagelse Teater (2014)
- Palsgaard Sommerspil (2015)
- Skansespillet i Hals (2016)
- Nyborg Voldspil (2016)
- Hjørring Sommerspil (2017)
- Nørrebro Musicalteater (2018)
- 25-års jubilæum på Bellevue Teatret (2018)
- Sceptor (2018)
- Elverfolket, Holbæk (2019)
- København, Århus, Odense, Holsterbro (2021)
- Busbjerg Spillene (2024)
- Nordfyns Friluftsspil, Otterup (2024)